# Джозеф Джуно
Джозеф Джуно (англ. Joseph Juneau; 1836—1899) — шахтар та старатель з Канади, засновник міста Джуно.

## Життєпис
Він народився в місті Квебек, в сім'ї Франсуа Ксав'є Жуно та Маргарити Тіффо Жуно. Він є знаменитим завдяки співзаснуванню, разом із Річардом Харрісом, міста Джуно , Аляска, Сполучені Штати Америки. Перша велика знахідка золота поблизу Джуно, або ж на острові Дугласа була близько 1880 року. З 1900 року Джуно стало політичним центром Аляски.
Провідником Джозефа Джуно по південному сході Аляски був індіанець Кові, якому приписують більшу частину досліджень цього регіону, що записана за Джуно. Харріс та Джуно були відправлені разом із Кові у експедицію Джорджем Пілцем, підприємцем та гірським інженером з Ситки. Після того як дослідники обміняли більшість своїх грошей та їжі на місцевий лікер, або ж напій, вони повернулись до Джорджа Пілца з порожніми руками, але їх негайно відправили назад, розвідувати околиці майбутнього міста Джуно.
Після відкриття золота в цьому районі півострова, Харріс та Джуно вивезли близько 450 кг золота в Ситку.
Поседення, що заснували Харріс та Джуно спочатку називалось Харрісбургом, а потім Роквеллом. Шахтарі часто вживали обидві назви в своїх записах. Була також пропозиція назвати місто на честь ініціатора експедиції Пілца. Місто отримало свою теперішню назву на зборах шахтарів 14 грудня 1881 року, в якому назва Джуно отримала 47 з 72 голосів, в той час як Харіссберг отримав 21 голос, а Роквелл 4 голоси. Кажуть, що Джозеф Джуно купив своїм колегам шахтарям випивку, щоб переконати їх назвати місто на його честь.
Джо Джуно відправився в Доусон, Юкон під час Клондайкської золотої лихоманки 1890 років. Він зазвичай витрачав золото так швидко, як і знаходив. Під кінець свого життя він володів маленький рестораном в Доусоні. Джуно помер від пневмонії в березні 1899 у Доусоні. Його тіло перевезли до міста, що носить його ім'я та поховали на місцевому кладовищі 16 серпня 1903 року.
Його кузен Соломон Джуно заснував місто Мілвокі, Вісконсин.